# Lucilia salazarae
Lucilia salazarae är en tvåvingeart som beskrevs av Hiromu Kurahashi 1979. Lucilia salazarae ingår i släktet Lucilia och familjen spyflugor.
Artens utbredningsområde är Filippinerna. Inga underarter finns listade i Catalogue of Life.